# Amphicosmus vanduzeei
Amphicosmus vanduzeei är en tvåvingeart som beskrevs av Cole 1923. Amphicosmus vanduzeei ingår i släktet Amphicosmus och familjen svävflugor.
Artens utbredningsområde är Kalifornien. Inga underarter finns listade i Catalogue of Life.